# 楼下镇
楼下镇，是中华人民共和国贵州省黔西南布依族苗族自治州普安县下辖的一个乡镇级行政单位。

## 行政区划
楼下镇下辖以下地区：
楼下社区、补者村、糯东村、偏坡村、小河村、堵嗄村、泥堡村、坡脚村和磨舍村。